# Unione per il Trentino
Die Unione per il Trentino (UpT; deutsch: Union für das Trentino) ist eine Partei autonomistischer Christdemokraten, die in der norditalienischen Provinz Trient aktiv ist. Ihr prominentester Vertreter ist der ehemalige Trentiner Landeshauptmann Lorenzo Dellai.

## Entstehung

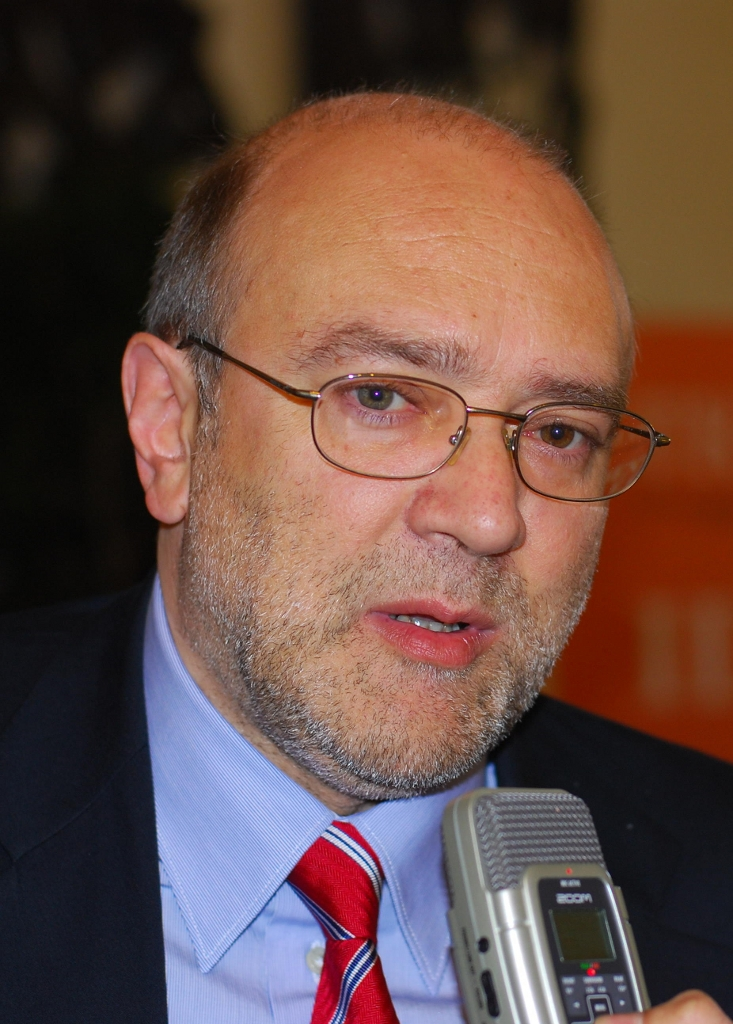
Lorenzo Dellai, Gründer und leader der UpT

Im Jahr 2007 schlossen sich die beiden größten Parteien des italienischen Mitte-links-Lagers, die Democratici di Sinistra (DS, „Linksdemokraten“) und die christlichsoziale Democrazia è Libertà – La Margherita, zur Partito Democratico (PD) zusammen.
Im Trentino sprachen sich jedoch zahlreiche Anhänger der Margherita gegen die Fusion mit den Linksdemokraten aus. Auf Betreiben des langjährigen Landeshauptmannes Dellai gründeten sie im Juni 2008 die Union für das Trentino. Das Logo der UpT zeigt eine Margerite, um an die Vorgängerpartei zu erinnern.

## Regionale Ebene
Bei den Landtagswahlen am 9. November 2008 erreichte die Partei 17,9 % der Stimmen und 7 der 35 Sitze im Landtag. Damit wurde sie im Trentiner Landtag auf Anhieb zweitstärkste Kraft hinter der Partito Democratico. Sie konnte auch die Stimmen zahlreicher Wähler der Unione di Centro (UDC) auf sich vereinigen, weil diese aus formellen Gründen nicht zur Wahl zugelassen wurde. Dellai wurde im Amt des Landeshauptmanns bestätigt, das er bis zu seinem Wechsel auf die nationale Ebene Ende 2012 innehatte.
Bei den Wahlen 2013 verlor die UpT deutlich an Stimmen. Sie erreichte nur noch 13,3 % und fünf Sitze im Landtag. Damit lag sie hinter PD und PATT auf dem dritten Platz. Anschließend war sie als Juniorpartner in der Regierung des Landeshauptmanns Ugo Rossi (PATT) vertreten. Bei der Landtagswahl 2018 trat die UpT im Mitte-links-Bündnis mit PD und Futura 2018 unter Führung von Giorgio Tonini an. Die Partei stürzte auf 3,98 % der Stimmen und einen Sitz im Provinzparlament ab.

## Nationale Ebene
Dellai war 2009 neben Francesco Rutelli und Bruno Tabacci ein Gründungsmitglied der Alleanza per l’Italia (ApI), die sich auf nationaler Ebene zwischen der PD und dem Mitte-rechts-Block positionierte (und ebenfalls inhaltlich wie symbolisch an La Margherita anknüpfte).
Bei der italienischen Parlamentswahl 2013 wurde Dellai für die von Mario Monti initiierte bürgerliche Liste Scelta Civica (die in Trentino-Südtirol mit 13,1 % überdurchschnittlich abschnitt) ins italienische Abgeordnetenhaus gewählt. Im Jahr darauf wechselte er jedoch zur christlich-sozialen Kleinpartei Democrazia Solidale (Demo.S), die an Matteo Renzis Mitte-links-Koalition beteiligt war. Zur Parlamentswahl 2018 nahm die UpT im Rahmen der Liste Civica Popolare teil, die bürgerliche Mitte-Parteien (u. a. Alternativa Popolare) vereinte, die eine Mitte-links-Koalition mit Matteo Renzis PD anstrebten. Diese kam insgesamt auf 0,5 % der Stimmen (1,3 % in Trentino-Südtirol), womit die UpT keinen Sitz im Parlament erhielt.